# Maria Pérez Rabaza
Maria Pérez Rabaza (Sant Fost de Campsentelles, 24 de desembre de 2001) és una futbolista professional espanyola que juga com a migcampista al London City Lionesses i a la selecció d'Espanya.

## Carrera de club
Pérez va començar jugant amb l'equip local del Sant Fost UE, s'hi va quedar sis temporades abans de passar per tres anys al CF Penya Blanc i Blava La Roca, filial de l'Espanyol. Després va passar dos anys amb l'equip juvenil especialitzat CF Damm; a la temporada 2018-19 va ajudar l'equip a guanyar un doblet i va ser nomenada una de les seves capitanes per a la temporada 2019-20.
Va fitxar per l'equip B del FC Barcelona el 2020, i va jugar per primera vegada a Primera Divisió amb el primer equip el 22 de juny de 2021, just a temps per veure l'equip recollir un triplet continental. Va marcar un gol amb el Barcelona a la pretemporada 2021-22, en que va ser inclosa en diverses convocatòries durant la temporada i va jugar vuit partits entre totes les competicions amb el primer equip. Per a la temporada 2022-23, va ser capitana de l'equip B. Va començar amb el primer equip el novembre de 2022, jugant els 90 minuts. El gener de 2022 va començar com a central en el seu partit de Copa de la Reina contra l'Osasuna, que el Barcelona va guanyar per 9-0, però es va donar com a victòria tècnica a favor de l'Osasuna.
Després d'haver jugat tant al Barcelona com a l'equip B la temporada de lliga 2022-23, Pérez va guanyar ambdues lligues (la Primera Divisió i la Primera Federació respectivament) el mateix dia, el 30 d'abril de 2023, ambdues amb partits de marge. També va guanyar la Supercopa d'Espanya i la Lliga de Campions amb el primer equip la 2022–23; al final de la temporada, el seu contracte amb l'equip B va expirar i va renovar per dues temporades amb el primer equip.
La temporada 2023-24 juga cedida al Sevilla FC.

## Carrera internacional
Pérez va representar Espanya a sub-19 i sub-23 abans de ser convocada a l'equip sènior el novembre de 2022 als 20 anys, deixant un camp d'entrenament sub-23 en curs per unir-s'hi, mentre encara estava principalment inscrita al Barcelona B a la segona divisió i havent jugat només 97 minuts de futbol de màxima categoria durant la temporada. Substituint una jugadora lesionada, la convocatòria de Pérez va ser considerada sorprenent, donada la seva relativa inexperiència, i vist com l'entrenador Jorge Vilda demanant jugadors més joves per evitar haver de reconèixer les quinze jugadores que s'havien retirat de la selecció. Pérez va fer el seu debut internacional sènior com a suplent contra la selecció del Japó el 15 de novembre de 2022. L'abril de 2023, va tornar a ser retirada de l'entrenament sub-23 per incorporar-se a la selecció sènior quan una altra jugadora es va haver de retirar lesionada, abans de ser nomenada definitivament a la plantilla per a la Copa Mundial Femenina de la FIFA 2023 el juny de 2023.

## Estadístiques

### Club
Actualitzat a l'últim partit jugat (amb el primer equip) l'11 de febrer de 2023
| Club          | Temporada     | Lliga           | Lliga   | Lliga | Copa    | Copa | Supercopa | Supercopa | Europa  | Europa | Total   | Total |
| Club          | Temporada     | Divisió         | Partits | Gols  | Partits | Gols | Partits   | Gols      | Partits | Gols   | Partits | Gols  |
| ------------- | ------------- | --------------- | ------- | ----- | ------- | ---- | --------- | --------- | ------- | ------ | ------- | ----- |
| Barcelona     | 2020-21       | Primera Divisió | 1       | 0     | 0       | 0    | 0         | 0         | 0       | 0      | 1       | 0     |
| Barcelona     | 2021–22       | Primera Divisió | 6       | 0     | 2       | 0    | 0         | 0         | 1       | 0      | 9       | 0     |
| Barcelona     | 2022–23       | Primera Divisió | 3       | 0     | 1       | 0    | 0         | 0         | 1       | 0      | 5       | 0     |
| Carrera total | Carrera total | Carrera total   | 10      | 0     | 3       | 0    | 0         | 0         | 2       | 0      | 15      | 0     |

### Internacional
Actualitzat a l'últim partit jugat el 5 d'agost de 2023
| Any   | Espanya | Espanya |
| Any   | Partits | Gols    |
| ----- | ------- | ------- |
| 2022  | 1       | 0       |
| 2023  | 2       | 0       |
| Total | 4       | 0       |

## Palmarès
FC Barcelona
- Lliga F: 2020–21, 2021–22, 2022–23
- Copa de la Reina: 2021–22
- Supercopa d'Espanya: 2021–22, 2022–23[n 1]
- UEFA Women's Champions League: 2022–23; subcampionat 2021-22

Selecció espanyola
- 1 Copa del Món Femenina de Futbol: 2023